# Adiós a mi concubina
Adiós a mi concubina (en chino, 霸王別姬; pinyin, Bàwáng Bié Jī, que se traduce literalmente como El gran señor abandona a su concubina) es una película china de 1993 dirigida por Chen Kaige. Narra la historia política y cultural de China durante la segunda mitad del siglo XX, desde antes de que se formara la República Popular China hasta los años 70, a través de las vidas de sus protagonistas, dos actores de la Ópera de Pekín. 
La película, que es una adaptación de la novela homónima de 1985 escrita por Lilian Lee, ha sido considerada por la crítica como una de las obras principales de la Quinta generación, que ha llevado el cine chino a la atención internacional.

## Argumento

### Infancia
La historia comienza con una representación en un mercado de Pekín en 1924. Duan Xiaolou, al que llaman entonces Shitou (piedra), distrae al público rompiéndose una piedra en la cabeza, lo cual es considerado por el director como una ofensa. Cheng Dieyi, entonces llamado Douzi (alubia), es hijo de una prostituta que ya no puede mantenerle en el burdel, por lo que tras ver la representación en el mercado decide llevarlo ante el director de la escuela de actores, el señor Guan, el cual rechaza acogerle porque tiene un dedo de más. Su madre, para hacer que le acepten en la escuela decide entonces cortarle el dedo extra. Antes de los años 30, las escuelas de actores de la ópera de Pekín funcionaban como orfanatos en los que se formaba a los niños en acrobacias, canto e interpretación, de modo que al llegar a adultos pudieran pagar la deuda que habían contraído. El entrenamiento en la escuela es duro y riguroso, pues conseguir la flexibilidad necesaria para las acrobacias depende de la realización de ejercicios, los cuales pueden llegar a ser muy dolorosos y los maestros azotan a aquellos que incumplen la disciplina. 
Douzi, de quien los otros se burlan por haber vivido en un burdel, se hace amigo de Shitou y ambos se ayudan mutuamente. La amistad entre ambos jóvenes será el nexo y el tema central de la película. Mientras que a Shitou le entrenan para interpretar papeles Jing (el protagonista masculino), Douzi es entrenado para los roles Dan. Obstinado, se niega a recitar un monólogo en el que tiene que decir: "que yo mujer nací", diciendo en su lugar: "que yo varón nací", por lo que se le castiga hasta que, por interferencia de Shitou, accede a decirlo bien.
Un día, Shitou abre las puertas de la escuela y, Douzi junto a Laizi, otro de los niños, escapan. En las calles, ven a un actor famoso en su camino a la ópera y acuden a ver la representación. Douzi queda tan impresionado que decide volver a la escuela. Al regresar, el maestro azota ferozmente a Douzi, mientras Laizi observa, comiéndose una manzana caramelizada, y tras acabar la manzana se suicida ahorcándose en la sala de entrenamiento.

### Comienzos en la ópera
Con el tiempo, Douzi revela un gran talento para la ópera realizando el papel de la concubina Yu. Pero este éxito le trae nuevos problemas: después de una representación le ordenan ir a la habitación de uno de los mecenas de la compañía y éste le viola, para lograr que Douzi adoptara permanentemente una mirada de pudor, recato y vergüenza necesaria para interpretar a Dan. Después de esta traumática experiencia, los niños encuentran un bebé abandonado y a pesar de que el director le dice que no lo haga, alegando que "cada cual tiene su destino" o yuanfen, Douzi decide llevarlo a la escuela. 
Shitou y Douzi terminan su aprendizaje y se convierten en actores famosos en la escena operística de Pekín. Sus nombres cambian entonces, pasando a ser Duan Xiaolou (Zhang Fengyi) y Cheng Dieyi (Leslie Cheung). Dieyi es homosexual y se hace evidente que está enamorado de su amigo y compañero de escena. Sin embargo Xiaolou es mujeriego y visita frecuentemente la "Casa de las Flores" (un burdel de cierta categoría), donde visita a Juxian (Gong Li). Xiaolou interviene cuando un grupo de hombres molesta a Juxian, quien salta desde el piso superior a los brazos de Xiaolou. Para detener a los hombres, Xiaolou hace beber a Juxian con él, simbolizando un compromiso. Juxian, aprovechando la situación, salda su deuda con la dueña de la Casa de las Flores y haciendo creer a Xiaolou que la han echado, le dice que si no cumple su palabra solo le queda suicidarse. Xiaolou, divertido por la interpretación, acepta el compromiso, pero Dieyi, habiéndolo escuchado todo, acusa a Juxian de fingir y se enfada con Xiaolou. Mientras tanto, Dieyi es cortejado por un patrón de la ópera y ofendido por el rechazo de Xiaolou, acepta sus avances.

### Invasión japonesa y la República Popular China
Durante la invasión de China, los japoneses cierran la escuela de ópera y encarcelan a Xiaolou. Juxian pide a Dieyi que le salve y Dieyi accede a representar la ópera ante los japoneses, a pesar de que esto fuese considerado más adelante como una traición nacional. Para Dieyi, la ópera está por encima de todo patriotismo y como diría más tarde, los japoneses supieron apreciar la calidad de la representación. 
Cuando se proclama la República Popular China en 1949, las fuerzas militares entran en el teatro para arrestar a Dieyi, por lo que Xiaulou desencadena una pelea en la cual Juxian pierde al bebé que estaban esperando. Dieyi es acusado de traición por actuar para los japoneses, y Xiaolou y Juxian piden a su antiguo amante el señor Yuan, un rico mecenas de su compañía, que le rescate. Este en principio se niega hasta que Juxian sugiere que él también está implicado al permitir a los japoneses la entrada a la ópera y le chantajea con contarlo a la prensa. En el juicio, los testigos comenten perjurio, diciendo que Dieyi actuó a punta de pistola, pero cuando llega su turno de declarar él se niega a decir que los japoneses le torturaron y obligaron a actuar. Los militares irrumpen en el juicio y Dieyi queda finalmente en libertad bajo fianza, pues tiene que actuar, ahora, para las nuevas autoridades. Mientras tanto, comienza a consumir opio, por lo que su voz se debilita hasta que ya no puede cantar ópera y el señor Yuan es condenado a muerte. 
Más adelante, tras su recuperación, las autoridades preguntan a Dieyi su opinión sobre las nuevas obras comunistas y éste responde que no son de su agrado, por lo que un joven le recrimina su visión capitalista de la ópera. Este joven resulta ser el bebé que Dieyi llevó a la escuela, Xiao Si, y al que más tarde acogió y entrenó en su casa para hacer el papel de dan. Dieyi castiga a Xiao Si por su atrevimiento al llegar a casa de la misma manera que un día sus maestros le castigaran a él, haciéndole sostener, de rodillas, una fuente de agua sobre la cabeza. Sin embargo, Xiao Si se niega a aceptar el castigo y abandona la casa. A los pocos días, Xiao Si ocupa el que fuera el antiguo papel de Dieyi como la concubina Yu y este abandona el teatro. Xiaulou, por su parte debe decidir si marcharse con Dieyi o conservar su empleo. Xiaulou finalmente sale a escena y los dos amigos se distancian.

### Revolución cultural
Durante la Revolución cultural se prohíbe la ópera,[cita requerida] permitiéndose solo la representación de las obras revolucionarias modelo, de clara ideología maoísta. Xiaulou es acusado de haber denostado el comunismo diciendo: "Si los comunistas pretenden acabar con la ópera ya verán". Los acusantes son Xiao Si y el señor Guan, jefe de la compañía de actores. Se trata de una caza de brujas de la que solo es posible librarse acusando a otro. Así, Xiaulou acusa a Dieyi de ser homosexual y de haber sido el amante del señor Yuan. Dieyi, por su parte, acusa a Juxian de haber sido prostituta y cuando la Guardia Roja pregunta a Xiaulou si esto es verdad, él contesta que si, y cuando le preguntan si la ama, responde que ya no la quiere. Así pues, la traición es completa. Juxian se suicida, sin embargo, ni Dieyi ni Xiaulou son condenados, pues seguirán representando su obra para el nuevo gobierno. 
Once años después, Dieyi y Xiaulou están practicando la obra, la misma que han representado durante toda su vida, pero a Xiaulou ya no le sale bien. Dieyi recita de nuevo el monólogo de la monjita con el que se iniciara como intérprete de los personajes tan (femeninos), y como en sus inicios, vuelve a recitarlo mal diciendo: "que yo varón nací, no delicada niña". Representan de nuevo la escena final, en la que la concubina Yu se suicida con la espada del rey, pero esta vez Dieyi se suicida de verdad.

## Reparto
- Leslie Cheung como Cheng Dieyi (程蝶衣) / Xiaodouzi (小豆子)
  - Yin Zhi como Cheng Dieyi (adolescente)
  - Ma Mingwei como Cheng Dieyi (niño)
- Zhang Fengyi como Duan Xiaolou (段小楼) / Xiaoshitou (小石头)
  - Zhao Hailong como Duan Xiaolou (adolescente)
  - Fei Yang como Duan Xiaolou (niño)
- Gong Li como Juxian (菊仙 Júxiān)
- Ge You como Yuan Shiqing (袁世卿 Yuán Shìqīng)
- Lü Qi como Maestro Guan (simplificado: 关师傅, tradicional: 關師傅, pinyin: Guān-shīfu)
- Ying Da como Na Kun (那坤 Nā Kūn)
- Yidi como Eunuco Zhang (simplificado: 张公公, tradicional: 張公公, pinyin: Zhāng-gōnggong)
- Zhi Yitong como Saburo Aoki (青木 三郎, pinyin: Qīngmù Sānláng, japonés: Aoki Saburō)
- Lei Han como Xiaosi
  - Li Chun como Xiaosi (adolescente)
- Li Dan como Laizi (simplificado: 小癞子, tradicional: 小癩子, pinyin: Xiǎo Làizǐ)
  - Yang Yongchao como Laizi (niño)
- Wu Dai-wai como Guardia Rojo (simplificado: 红卫兵, tradicional: 紅衛兵, pinyin: Hóngwèibīng)

## Acogida

### Crítica
Adiós a mi concubina recibió el aplauso unánime de la crítica cinematográfica mundial. La película tiene un índice de aprobación del 88% en Rotten Tomatoes, basada en 34 críticas. El consenso de la crítica de la web dice: "La epopeya de Chen Kaige es grandiosa en alcance y presentación y, respaldada por actuaciones sólidas, el resultado es una película tanto aterradora como fascinante".
Roger Ebert le otorgó a la película cuatro estrellas, elogiando la trama como "casi increíblemente ambiciosa" y ejecutada con "libertad y energía". El crítico del New York Times, Vincent Canby, lo elogió por "acción, historia, color exótico", revisando positivamente la actuación de Gong Li, Leslie Cheung y Zhang Fengyi. En Nueva York, David Denby criticó el "espectáculo" pero sintió que sería digno de sobresalir en el cine internacional, retratando un triunfo del amor y la cultura a pesar de los momentos oscuros. Hal Hinson, escribiendo para The Washington Post, destacó "su desvanecimiento por el teatro, con sus colores, su vitalidad e incluso sus crueles rigores". Desson Howe fue menos positivo al escribir que la primera mitad tuvo impacto pero da paso a "meandros como novelas", con menos interés.
La película fue incluida en la lista de 2004 de The New York Times de Las mejores 1000 películas jamás hechas y en la lista de Mejores películas de todos los tiempos de 2005. Fue clasificada en el puesto número 97 en "Las 100 mejores películas del cine mundial" de la revista Empire en 2010, y el número 1 en la película "Las 100 mejores películas de China continental" de Time Out en 2014. La BBC colocó la película en el número 12 en su lista de 2018 de las 100 mejores películas en idiomas extranjeros. Se ubicó en el número 55 en la lista de la Asociación de Premios de Cine de Hong Kong (HKFAA) de las 100 mejores películas en idioma chino en 2005. Con respecto a la recepción pública, Adiós a mi concubina encabezó una encuesta de 2005 de las películas más queridas en Hong Kong por Handerson ArtReach.

### Premios
| Fecha | Premio                                    | Categoría                           | Receptor(es) | Resultado |
| ----- | ----------------------------------------- | ----------------------------------- | ------------ | --------- |
| 1993  | Festival de Cannes                        | Palma de Oro                        |              | Ganadora  |
| 1993  | Boston Society of Film Critics            | Mejor película extranjera           |              | Ganadora  |
| 1993  | Los Angeles Film Critics Association      | Mejor película extranjera           |              | Ganadora  |
| 1993  | Círculo de Críticos de Cine de Nueva York | Mejor película extranjera           |              | Ganadora  |
| 1993  | Círculo de Críticos de Cine de Nueva York | Mejor actriz de reparto             | Gong Li      | Ganadora  |
| 1993  | National Board of Review                  | Mejor película extranjera           |              | Ganadora  |
| 1994  | Globos de Oro                             | Mejor película en lengua no inglesa |              | Ganadora  |
| 1994  | Premios BAFTA                             | Mejor película de habla no inglesa  |              | Ganadora  |
| 1994  | Premios César                             | Mejor película extranjera           |              | Candidata |
| 1994  | Premios Óscar                             | Mejor película de habla no inglesa  |              | Candidata |
| 1994  | Premios Óscar                             | Mejor fotografía                    | Gu Changwei  | Candidata |